# Stanisław Chudoba
Stanisław Chudoba ps. Stefan (ur. 22 kwietnia 1913 w Chrzanowie, zm. 7 grudnia 1943 w Warszawie) – działacz socjalistyczny. Lider organizacji Polscy Socjaliści a następnie  Robotniczej Partii Polskich Socjalistów w okresie okupacji niemieckiej. Schwytany w wyniku ulicznej łapanki, a następnie rozstrzelany przez Niemców.

## Życiorys
Po ukończeniu gimnazjum w Śremie, od 1931 studiował prawo na Uniwersytecie Poznańskim. Od 1931 działacz Związku Niezależnej Młodzieży Socjalistycznej na Uniwersytecie w Poznaniu, gdzie w 1933 został przewodniczącym zarządu. Od 1932 członek PPS, od 1934 r. przewodniczący Okręgowego Komitetu Robotniczego PPS w Poznaniu. Wszedł w skład redakcji radykalnego tygodnika socjalistycznego „Walka Ludu”.
W 1934 za pierwszomajowe przemówienie krytykujące rząd i Józefa Piłsudskiego w Gnieźnie, wytoczono mu proces. W sierpniu 1934 r. został skazany na 6 miesięcy więzienia (wyrok odroczony do 1935).
Po odbyciu wyroku (wskutek prześladowań policji i pozbawienia możliwości praktyki adwokackiej) przeniósł się w 1936 do Torunia, a następnie do Warszawy. 
Skupił się wówczas na działalności publicystycznej w „Robotniku” oraz „Dzienniku Popularnym”. Uczestniczył w działaniach PPS dzielnicy Rakowiec (był członkiem komitetu dzielnicowego), działalności oświatowej w ruchu spółdzielczym i sportowym. Był pracownikiem Zespołu Czasopism PPS Zygmunta Zaremby redagując „Tydzień Robotnika”. Współpracował z „Dziennikiem Ludowym" i „Chłopską Prawdą”.
Zmobilizowany w 1939, brał udział w kampanii wrześniowej. Wzięty do niewoli, skąd został zwolniony z powodów zdrowotnych w maju 1940. Po nawiązaniu kontaktów z działaczami ZNMS i Stanisławem Dubois, przystąpił do grupy Barykada Wolności. Od wiosny 1941 r. przejął redakcję „Barykady Wolności”.
Na I Zjeździe Polskich Socjalistów we wrześniu 1941 wszedł do Komitetu Centralnego jako sekretarz i objął stanowisko red. naczelnego „Barykady Wolności”.
Po śmierci Adama Próchnika w 1942 stał się faktycznym przywódcą lewicy socjalistycznej. Na II zjeździe Polskich Socjalistów w kwietniu 1943 gdzie utworzono Robotniczą Partię Polskich Socjalistów, został wybrany wiceprzewodniczącym Komitetu Centralnego i redaktorem „Robotnika”.
W kwietniu 1943 uczestniczył w powołaniu Polskiej Armii Ludowej. We wrześniu 1943 na III Zjeździe RPPS, ponownie został wybrany wiceprzewodniczącym Komitetu Centralnego. W listopadzie 1943 został sekretarzem Naczelnego Komitetu Ludowego Zjednoczonych Stronnictw Demokratycznych i Socjalistycznych – platformy łączącej organizacje krytyczne zarówno wobec rządu londyńskiego jak i komunistów.
6 grudnia 1943 złapany w ulicznej łapance na Żoliborzu pod przybranym nazwiskiem Stanisława Wiśniewskiego. Rozstrzelany następnego dnia w ruinach getta warszawskiego.
Pośmiertnie odznaczony w 1947 r. na wniosek Centralnego Komitetu Wykonawczego PPS Krzyżem Grunwaldu II klasy

## Stanisław Chudoba jako patron
Stanisław Chudoba był od 10 czerwca 1978 patronem Zespołu Szkół Mechanicznych w Śremie – od 1 września 2008, uchwałą Rady Powiatu w Śremie nosi ona imię Powstańców Wielkopolskich. Zmieniono patrona, ponieważ, jak tłumaczył Paweł Ratajczak, emerytowany dyrektor szkoły – Nie spełniał już oczekiwań dydaktyczno-wychowawczych".
Był również patronem ulic:
- w Śremie – Rada Miejska w Śremie 23 lipca 1990 na wniosek Komitetu Obywatelskiego zmieniła patrona ulicy na Józefa Piłsudskiego. Zdjęto również pamiątkową tablice ufundowaną w 1957.[5].
- w Poznaniu – 17 listopada 1992, na wniosek Związku Więźniów Politycznych Okresu Stalinowskiego nawę ulicy zmieniono na ul. gen. Stanisława Taczaka. Powodem zmiany patrona było określenie Chudoby jako „działacza lewicowego nurtu w PPS i głównego zwolennika politycznego porozumienia o współdziałaniu z PPR”[6].

Chudoba nadal jest patronem ulic: we Wrocławiu od 1948, Warszawie (dzielnica Białołęka), Gliwicach, Gnieźnie, Środzie Wielkopolskiej.